# Lettie Annie Allen
Lettie Allen (* 3. Oktober 1901 in Wellington, Neuseeland; † 15. Juni 1980 in Tangimoana, Neuseeland) war eine neuseeländische Politikerin und Aktivistin. Sie war Mitbegründerin des Nationalen Komitees zur Abschaffung der Todesstrafe und war die zweite Frau in einer neuseeländischen Jury.

## Leben und Werk
Allen wurde als Lettie Annie Skinner als das vierte und jüngste Kind von Sarey Stuart und ihrem Ehemann Edward Pond Skinner, einem Postlinienrichter und ehemaligen Seemann geboren. Sie wuchs in Berhampore auf, besuchte die South Wellington School und während des Ersten Weltkriegs das Wellington Girls' College. 
Sie vertrat Wellington 1918 bei den nationalen Eishockeymeisterschaften der Frauen und wurde später Vizepräsidentin der Wellington Women's Hockey Association und lebenslanges Mitglied des Island Bay Life Saving and Surf Club.
Nach dem College arbeitete sie sechs Jahre lang als Büroangestellte im öffentlichen Dienst, bis sie am 31. Mai 1924 in Wellington den Lageristen Sidney Berkeley Allen heiratete. Sie bekam mit ihm 7 Kinder, von denen eines im Säuglingsalter starb. Zu ihrem Freundeskreis gehörten in dieser Zeit die Autoren Robin Hyde und James Cowan und Henry Matthew Stowell. Sie war die zweite Frau, die 1946 Mitglied einer neuseeländischen Jury war.

## Parteipolitische Arbeit
Allen war seit 1924 in der New Zealand Labour Party aktiv und wurde um 1936 zur Sekretärin der Zweigstelle Ngaio gewählt. Sie war dort 30 Jahre lang Delegierte im Wellington Labour Representation Committee (LRC) und Mitglied der Geschäftsleitung. Als Parteiaktivistin, Mutter aus der Arbeiterklasse und langjährige Verfechterin des staatlichen Wohnungsbaus wurde sie Ende der 1930er Jahre von der Labour-Führung zur Küchengestaltung in staatlichen Häusern konsultiert. Sie schlug erfolgreich eine Reihe von Änderungen vor und drängte allerdings erfolglos auf die Bereitstellung einer elektrischen Waschmaschine in jedem Haushalt. Von 1956 bis 1959 und von 1962 bis 1965 war sie für die New Zealand Labour Party im Stadtrat von Wellington.

### Einsatz für Frauenrechte
Wie eine Reihe anderer progressiver Labour-Frauen nutzte sie ihre lange Amtszeit im LRC zusammen mit ihrer Arbeit in verschiedenen Grundsatzausschüssen der jährlichen Parteikonferenz, um eine feministische und linke Stimme im politischen Entscheidungsprozess der Partei zu vertreten. Sie setzte sich insbesondere für die politische Vertretung von Frauen, Berufschancen, staatlich finanzierte Kinderbetreuung und innovative Bildungspolitik ein.
Allens feministische Ideale fanden besonderen Ausdruck in der Kampagne der New Zealand Public Service Association (PSA) für gleiches Entgelt und gleiche Chancen im öffentlichen Dienst. Nachdem sie 1943 als Sachbearbeiterin in der Preiskontrollabteilung wieder in den Dienst eingetreten war, übernahm sie 1949 eine führende Rolle bei der Wiederbelebung des Wellington Women's Committee (WWC) der PSA. Sie war von 1949 bis 1952 deren Sekretärin und Organisatorin und vertrat sie im National Council of Women of New Zealand. Sie wurde eine WWC-Delegierte im nationalen Vorstand der PSA, wo sie Mitglied der Gruppe von Jack Lewin war.
Die Wiederbelebung der Kampagne für gleiches Entgelt im Jahr 1955 führte dazu, dass Allen zur Vorsitzenden eines neuen, aber weitgehend unerfahrenen Frauenausschusses gewählt wurde. Im folgenden Jahr spielte sie unter dem Vorsitz von Margaret Brand eine zentrale Rolle bei der Lobbyarbeit der Abgeordneten und sprach bei zahlreichen Treffen von Frauen im öffentlichen Dienst.
Allen war zu verschiedenen Zeiten in der New Zealand Federation of Business and Professional Women's Clubs und der gewerkschaftsorientierten Wellington Housewives' Union aktiv. 1955 war sie an der Gründung von Birthright New Zealand beteiligt, einer Organisation, die sich um die Pflege- und Wohlfahrtsbedürfnisse von Kindern in Alleinerziehendenfamilien kümmerte, insbesondere von Kindern, die vom Zweiten Weltkrieg betroffen waren, als viele Soldaten nicht zurückkehrten.

### Einsatz für Abschaffung der Todesstrafe
Mitte der 1950er Jahre begann Allen sich mit der Strafreform zu beschäftigen. Sie war aktives Mitglied der Prisoners' Aid and Rehabilitation Society und war 1955 maßgeblich an der Wiederbelebung der Wellington-Sektion der New Zealand Howard League for Penal Reform beteiligt. Sie wurde Ausschussmitglied und Vizepräsidentin. 1956 war sie Mitbegründerin des Nationalen Komitees zur Abschaffung der Todesstrafe. Sie war ein Vorstandsmitglied und beantragte 1957 die Erlaubnis, einer Hinrichtung beizuwohnen, um der Abolitionisten-Bewegung Publizität zu verschaffen.
Von 1950 bis 1965 war sie in fünf aufeinanderfolgenden Amtszeiten Mitglied des Wellington Hospital Board. Als Vorsitzende des Sozialausschusses des Vorstands war sie eine Verfechterin der Patientenrechte und setzte sich für die Verbesserung der Arbeitsbedingungen des Personals sowie des Standards der Altenpflege und -Unterbringung ein.

### Egalitarismus
Allen war seit 1949 Friedensrichterin und langjährige Sekretärin des Ngaio School Committee sowie der Wellington School Committees' Association. Sie war 1949 an der Gründung der Elternvereinigung für geistig behinderte Kinder beteiligt und war in der örtlichen WEA und der League of Mothers aktiv.
Zu ihren politischen Aktivitäten gehörten in den 1940er Jahren die Mitarbeit in der Gesellschaft für engere Beziehungen zu Russland, die Proteste gegen die Notstandsverordnungen der niederländischen Regierung von 1951, eine langjährige Mitgliedschaft in der Kampagne für nukleare Abrüstung und der Rationalist Association.
Sie zog 1965 nach Tangimoana und nachdem ihr Ehemann 1956 gestorben war, heiratete sie 1966 Phillip Ray Chandler.
Obwohl sie in ihren letzten Lebensjahren mehrere Schlaganfälle erlitt, blieb sie politisch aktiv und gründete und leitete 1978 den Tangimoana-Zweig der Labour Party.
Sie starb am 15. Juni 1980 in ihrem Haus in Tangimoana.

## Ehrungen
- Ende der 1950er Jahre lehnte sie die Nominierung als OBE ab
- 1979 erhielt sie eine Auszeichnung für langjähriges Dienstzeit und eine lebenslange Mitgliedschaft in der Partei